# 올로프스트룀시

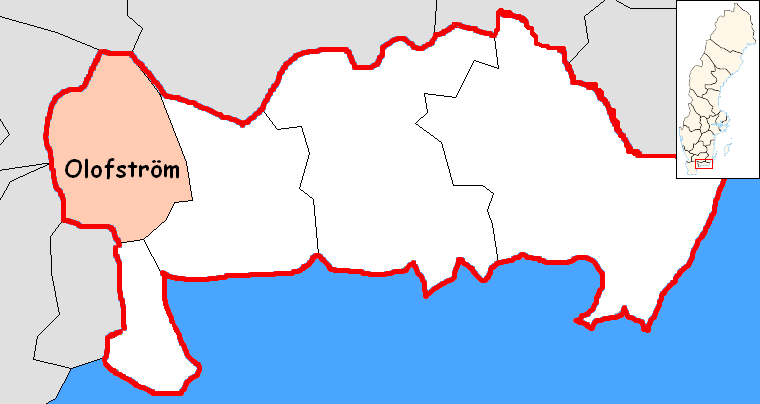
올로프스트룀 시의 위치

올로프스트룀시(스웨덴어: Olofströms kommun)는 스웨덴 블레킹에주에 위치한 지방 자치체로 행정 중심지는 올로프스트룀이며 면적은 413.43km2, 인구는 13,417명(2016년 12월 31일 기준), 인구 밀도는 32명/km2이다.

시 문장